# Yossef Weiz
Yossef Weiz (en hébreu : יוסף ויץ), né en 1890 à Boremel (actuelle Ukraine) et mort en 1972 en Israël, est un dirigeant du mouvement sioniste et un haut responsable du Fonds national juif.
Quittant l'Empire russe pour la Palestine en 1908, il est au sein du Fonds national juif un des principaux acteurs du reboisement et de l'acquisition de terres en Eretz Israël au cours des années 1930. Il devient président du FNJ en 1948.

## Origines familiales et jeunesse en Ukraine
Youssef Weiz nait dans la province de Volhynie, dans la zone de résidence de l'Empire russe (la zone dans laquelle les juifs sont autorisés à résider).
Son père Abraham est un forestier, soutien des Amants de Sion, et son grand-père Baruch était le rabbin de la ville.
Yossef étudie dans une yeshiva mais à l'âge de quatorze ans, il travaille déjà pour gagner sa vie. Il entreprend des études d'agronomie mais est empêché par les Cent-Noirs[pas clair].

## Émigration en Palestine
Voulant vivre sur la terre d'Israël, alors province de Palestine de l'Empire ottoman, il émigre en 1908, durant la seconde vague d'Aliyah, avec sa sœur Miriam. Ils s'installent à Rehovot et commencent en travaillant dans un vignoble. Il entre aussi dans le parti Hapoel Hatzair.
Après son arrivée dans le Yishouv, Weiz visite de nombreux villages juifs et s'installe en Galilée.[pas clair]

## Activités au Fonds national juif

### À l'époque de la Palestine mandataire (1920-1948)
Après la Première Guerre mondiale, il est nommé responsable au Fonds national juif (dont il deviendra président à l'issue de la guerre de 1948).
Il participe activement à l'achat de terres. Dans ces écrits, il décrit, quotidiennement, le processus d'assèchement du lac de la Houla et de la Vallée de Héfer, et l'évolution du reboisement des Montagnes de Nazareth.
En tant que chef du Département des forêts du FNJ, Weitz met en pratique sa vision d'Israël en tant que pays boisé. Il est encouragé par David Ben Gourion, qui veut « planter un milliard d'arbres en une décennie ».
Depuis sa nomination en 1932, les activités de Weiz se concentrent sur l'acquisition de terres et il a vu cela comme un objectif vital pour l'établissement d'un État juif. Lorsque Weiz est devenu responsable de l'achat des terres, le FNJ a commencé à acheter des terres directement aux propriétaires terriens arabes. Au cours de son mandat, il a commencé à acheter des terres dans des régions qui jusqu'alors une faible présence juive, comme les montagnes de Judée, la Galilée occidentale et le sud du Néguev. Il s’intéresse aussi aux achats de terre par d’autres juifs : quand ceux-ci n’expulsent pas les métayers arabes présents sur les terres achetées, il fait pression sur eux pour accélérer les expulsions. Dès cette époque, il est très favorable à une expulsion radicale des Arabes de la Palestine ; il écrit « C’est notre droit de transférer les Arabes. Les Arabes doivent partir ».

### Au sein de l'État d'Israël (après 1948)
Il est l’un des créateurs du comité de transfert, supervisant l’expulsion du maximum d’Arabes de la Palestine, et un des inspirateurs de la loi sur la propriété des absents qui permet l’expropriation légale des biens appartenant aux Palestiniens après la Nakba.
Durant la première guerre israélo-arabe (1948-1949), il prend personnellement l’initiative d’expulser les villages de Kamoun, Kira, Arab al-Ghawarina (vallée de Naman), Qumiya, Mansurat al-Kheit, al-Husayniyya, al-'Ulmaniyya, Kirad al-Ghannama et al-'Ubaydiyya.
En 1949, il proposa une collaboration du FNJ avec le gouvernement israélien dans la recherche sur les techniques de plantation, en particulier dans les zones arides, et dans le développement d'une industrie du bois. Il crée également des pépinières. Le plan améliorerait les forêts indigènes, travaillerait au reboisement des régions vallonnées, arrêtent la désertification.

## Postérité
Après la mort de son fils Yéhiam, durant l'opération de la Nuit des ponts en 1946, Weiz lui consacre un livre retraçant sa vie et décrivant sa contribution dans la naissance de l'État. Yossef Weiz meurt en 1972.
En 1966, à la demande de Weitz, la forêt de Yatir a été plantée dans le désert du Néguev. Il a décrit le projet comme « faire reculer le désert avec des arbres, pour créer une zone de sécurité pour le peuple d'Israël ». La forêt, nommée d'après la ville biblique de Yatir, est aujourd'hui la plus grande forêt cultivée en Israël.
En son souvenir une circonscription du Nord du pays porte le nom de "Maalé-Yossef" ainsi qu'un moshav dans le sud du pays qu'on a nommé Talmei Yosef.

## Controverse: Yossef Weiz et les Arabes d'Israël
Benny Morris et Ilan Pappé s'appuient sur une de ses citations pour montrer son soutien au transfert des Arabes durant la guerre, en 1948 : « Il doit être clair qu'il n'y a pas d'espace dans le pays pour deux peuples [...] Il n'y a pas d'autre moyen que de transférer les Arabes d'ici vers les pays voisins, de les transférer tous ».
Plus tard dans sa vie, les opinions de Weiz semblent avoir été plus conciliantes envers les Arabes et il aurait refusé d'assister aux cérémonies consacrées à la réinstallation de Juifs en Cisjordanie après la guerre de 1967.